# Skeletons in the Closet
Albums de Children of Bodom
Blooddrunk
(2008) Relentless Reckless Forever
(2011)
Skeletons in the Closet est un album de compilation de reprises par le groupe finlandais Children of Bodom sorti le 23 septembre 2009.
Il contient seulement quatre reprises jamais sorties auparavant: Hell Is for Children, Antisocial, War Inside My Head et Waiting. La version japonaise est pressée en SHM-CD.

## Liste des Titres

### Version Europe
| No  | Titre                                                       | Artiste d'origine (date)                  | Durée |
| --- | ----------------------------------------------------------- | ----------------------------------------- | ----- |
| 1.  | Lookin' out My Back Door                                    | Creedence Clearwater Revival (1970)       | 2:08  |
| 2.  | Hell Is for Children                                        | Pat Benatar (1980)                        | 4:00  |
| 3.  | Somebody Put Something in My Drink                          | The Ramones (1986)                        | 3:17  |
| 4.  | Mass Hypnosis                                               | Sepultura (1989)                          | 4:03  |
| 5.  | Don't Stop at the Top                                       | Scorpions (1988)                          | 3:24  |
| 6.  | Silent Scream                                               | Slayer (1988)                             | 3:18  |
| 7.  | She Is Beautiful                                            | Andrew W.K. (2002)                        | 3:26  |
| 8.  | Just Dropped In (To See What Condition My Condition Was In) | Kenny Rogers and the First Edition (1968) | 2:39  |
| 9.  | Bed of Nails                                                | Alice Cooper (1989)                       | 3:54  |
| 10. | Hellion                                                     | W.A.S.P. (1984)                           | 3:01  |
| 11. | Aces High                                                   | Iron Maiden (1984)                        | 4:29  |
| 12. | Rebel Yell                                                  | Billy Idol (1984)                         | 4:11  |
| 13. | No Commands                                                 | Stone (1988)                              | 4:49  |
| 14. | Antisocial                                                  | Trust/Anthrax (1980)                      | 3:36  |
| 15. | Talk Dirty to Me                                            | Poison (1986)                             | 3:35  |
| 16. | War Inside My Head                                          | Suicidal Tendencies (1987)                | 3:25  |
| 17. | Oops!... I Did It Again (feat. Jonna Kosonen)               | Britney Spears (2000)                     | 3:20  |
| 18. | Waiting (piste cachée)                                      | King Diamond (1996)                       | 3:50  |

### Version USA
| No  | Titre                                                       | Artiste d'origine (date)            | Durée |
| --- | ----------------------------------------------------------- | ----------------------------------- | ----- |
| 1.  | Lookin' out My Back Door                                    | Creedence Clearwater Revival (1970) | 2:08  |
| 2.  | Hell Is for Children                                        | Pat Benatar (1980)                  | 4:00  |
| 3.  | Somebody Put Something in My Drink                          | The Ramones (1986)                  | 3:17  |
| 4.  | Mass Hypnosis                                               | Sepultura (1989)                    | 4:03  |
| 5.  | Don't Stop at the Top                                       | Scorpions (1988)                    | 3:24  |
| 6.  | Silent Scream                                               | Slayer (1988)                       | 3:18  |
| 7.  | Just Dropped In (To See What Condition My Condition Was In) | Kenny Rogers (1968)                 | 2:39  |
| 8.  | Hellion                                                     | W.A.S.P. (1984)                     | 3:01  |
| 9.  | Aces High                                                   | Iron Maiden (1984)                  | 4:29  |
| 10. | Rebel Yell                                                  | Billy Idol (1984)                   | 4:11  |
| 11. | No Commands                                                 | Stone (1988)                        | 4:49  |
| 12. | Antisocial                                                  | Trust/Anthrax (1980)                | 3:36  |
| 13. | Talk Dirty to Me                                            | Poison (1986)                       | 3:35  |
| 14. | Ghost Riders in the Sky                                     | Stan Jones (1948)                   | 3:39  |
| 15. | War Inside My Head                                          | Suicidal Tendencies (1987)          | 3:25  |
| 16. | Oops!... I Did It Again (feat. Jonna Kosonen)               | Britney Spears (2000)               | 3:20  |
| 17. | Waiting                                                     | King Diamond (1996)                 | 3:50  |

### Version Japon
| No  | Titre                                                       | Artiste d'origine (date)            | Durée |
| --- | ----------------------------------------------------------- | ----------------------------------- | ----- |
| 1.  | Lookin' out My Back Door                                    | Creedence Clearwater Revival (1970) | 2:08  |
| 2.  | Hell Is for Children                                        | Pat Benatar (1980)                  | 4:00  |
| 3.  | Somebody Put Something in My Drink                          | The Ramones (1986)                  | 3:17  |
| 4.  | Don't Stop at the Top                                       | Scorpions (1988)                    | 3:24  |
| 5.  | Silent Scream                                               | Slayer (1988)                       | 3:18  |
| 6.  | She is Beautiful                                            | Andrew W.K. (2002)                  | 3:26  |
| 7.  | Just Dropped In (To See What Condition My Condition Was In) | Kenny Rogers (1968)                 | 2:39  |
| 8.  | Bed of Nails                                                | Alice Cooper (1989)                 | 3:54  |
| 9.  | Aces High                                                   | Iron Maiden (1984)                  | 4:29  |
| 10. | Rebel Yell                                                  | Billy Idol (1984)                   | 4:11  |
| 11. | No Commands                                                 | Stone (1988)                        | 4:49  |
| 12. | Antisocial                                                  | Trust/Anthrax (1980)                | 3:36  |
| 13. | Talk Dirty to Me                                            | Poison (1986)                       | 3:35  |
| 14. | Ghost Riders in the Sky                                     | Stan Jones (1948)                   | 3:39  |
| 15. | War Inside My Head                                          | Suicidal Tendencies (1987)          | 3:25  |
| 16. | Oops!... I Did It Again (feat. Jonna Kosonen)               | Britney Spears (2000)               | 3:20  |
| 17. | Waiting                                                     | King Diamond (1996)                 | 3:50  |